# Veselé pod Rabštejnem (železniční zastávka)
Veselé pod Rabštejnem je železniční zastávka v severozápadní části obce Veselé v okrese Děčín. Zastávka leží v kilometru 21,103 neelektrizované jednokolejné železniční trati Děčín–Rumburk mezi stanicemi Markvartice a Česká Kamenice. Zastávka leží v nadmořské výšce 300 metrů.

## Historie
Stanice byla uvedena do provozu v roce 1869 pod názvem Rabstein. V období 1918–1938 a 1945–1961 nesla název Rabštejn, pak Veselé pod Rabštejnem. Z nádraží vedly koleje do místní textilky, která však v třicátých letech 20. století zkrachovala. V období druhé světové války vedly koleje do podzemní továrny, ve které se vyráběly součástky k letadlům. Po válce byla v prostorách umístěny nedotknutelné zásoby pohonných hmot pro Československou armádu. Po roce 1989 byla sklady zrušeny a koleje sneseny. Význam stanice klesal a budovy chátraly. Nakonec byla zbořena výpravní budova, výtopna i zděný sklad s rampou. Na fotografiích jsou dobové snímky stanice.

## Popis zastávky
V roce 2013 měla zastávka zvýšené jednostranné sypané nástupiště o délce 100 metrů. V roce 2023 je v zastávce nástupiště o délce 80 m, nástupní hrana je ve výšce 200 mm nad temenem kolejnice. Cestující jsou informováni o jízdách vlaků pomocí rozhlasu, který ovládá výpravčí ze stanice Česká Kamenice.

## Výpravní budova
Železniční společnost Česká severní dráha v roce 1869 nechala postavit typizovanou přízemní výpravní budovu s prvky romantické architektury podle plánu inženýra Josefa Pavlovského. Jednalo se o stavbu na třídílném půdorysu. K trojosému střednímu rizalitu byla připojena jednoosá křídla. V roce 1891 byla budova zvětšena o patrovou nadstavbu. Budova byla v roce 2008 zbořena a místo ní je přístřešek.